# آلفردو لپرا
آلفردو لِـپِرا (اسپانیایی: Alfredo Le Pera‎؛ ۴ ژوئن ۱۹۰۰ – ۲۴ ژوئن ۱۹۳۵) روزنامه‌نگار، ترانه‌سرا و نمایشنامه‌نویس اهل آرژانتین بود.
علت شهرت او، سرودن شعرِ ترانهٔ «با فاصله‌ای اندک» است.
او همکاریِ پرثمری با کارلوس گاردل داشت و هنگامی که در اوج فعالیت حرفه‌ای خود بود، در سانحهٔ سقوطِ هواپیما در کلمبیا کشته شد.